# Ordonnance des Travailleurs
L'Ordonnance des Travailleurs est une mesure législative de régulation et de contrôle des prix délivrée par le roi Édouard III d'Angleterre le 18 juin 1349.
Elle fut révoquée par le Statute Law Revision Act de 1863 et le Statute Law (Irlande) Revision Act' de 1872. L’ordonnance fut délivrée en réponse à l’apparition de la peste noire en Angleterre entre 1348 et 1350. Durant cette période, 30 à 40 % de la population mourut. Le déclin de population engendre une très forte demande de travailleurs dans l’agriculture en Grande-Bretagne. Les propriétaires fonciers ont à faire face à des salaires croissants pour entretenir des travailleurs et doivent parfois laisser leurs terres inexploitées. Les salaires des travailleurs augmentèrent et entraînèrent en une inflation dans l’économie, les biens devenant plus chers à produire.
Les élites les plus aisées souffrirent de ce bouleversement soudain de l’économie. La difficulté de trouver des travailleurs créa de la frustration. John Gower dit des travailleurs de l’après-peste : « ils sont paresseux, ils sont rares, ils sont âpres au gain. Pour la moindre chose qu’ils font ils demandent la plus forte paie »,.
L’ordonnance comprenait entre autres les mesures suivantes :
- toute personne âgée de moins de 60 ans devait travailler ;
- les employeurs ne devaient pas employer de main d’œuvre excédentaire ;
- les salaires ne devaient pas être supérieurs à ceux d’avant la peste ;
- la nourriture devait être vendue à un prix raisonnable sans profit excédentaire.

L’ordonnance est considérée comme largement inefficace. Malgré le renforcement de l’ordonnance par le parlement anglais, avec le statut des travailleurs de 1351, les travailleurs continuèrent à demander de très forts salaires et la majorité de l’Angleterre (la classe des travailleurs) bénéficia d’une période de relative prospérité avant que les salaires et les prix ne retrouvassent les proportions d’avant la peste avec l’augmentation du nombre de travailleurs. Tandis que la situation fut finalement inversée, la peste modifia radicalement la structure sociale de la société anglaise.

### Citations
1. ↑  « They are sluggish, they are scarce, and they are grasping. For the very little they do they demand the highest pay. » Hatcher, Past and Present, pp. 17[1].